# 백지은
백지은(1987년 12월 8일 ~ )은 대한민국의 농구 코치이다. 포지션은 포워드이며, 한국여자프로농구 전 부천 하나원큐에서 뛰고 있다.

## 경력
고교 졸업 후 수련 선수로 입단하여 2007-08 시즌부터 세 시즌간 구리 금호생명 레드윙스에서 선수로 활동하였다. 2009-10 시즌 종료 후에 계약이 이뤄지지 않아 2011년 용인대학교에 진학하여 농구 선수 생활을 이어나갔다. 2012년에는 처음 열린 대학농구 올스타전에 참가하여 31득점을 기록, 대회 첫 MVP를 수상하였다. 대학 3학년이던 2013년에는 WKBL 신입선수 선발회에 참가하여 2라운드, 전체 12순위로 부천 하나외환에 지명되며 3년 만에 다시 프로 선수로 뛰게 되었다. 2016-17 시즌부터 팀의 주장을 맡고 있다. 2018년 9월에는 부상으로 빠진 김소담을 대신하여 처음으로 대한민국 여자 농구 국가대표팀에 선발되었다.

## 수상
- WKBL 2014-15: 5라운드 MIP
- 대학농구 올스타전 MVP: 2012